# 鄧志鴻
鄧志鴻（Vent Teng，1950年—），出生於台灣，台灣男演員、男主持人，世界新聞專科學校（世新大學前身）廣播電視科畢業，擅長腹語。其三弟鄧浩是鄉音四重唱主唱、九歌兒童劇團創辦人。

## 經歷
鄧志鴻的父親是廣東龍川人，母親是客家人。鄧家有5個兄弟姊妹，鄧志鴻排行第一，鄧志浩排行第三。
1977年5月4日，鄧志鴻、鄧志浩、王滄津與潘茂涼組成男聲四部合音團體「鄉音四重唱」，鄧志鴻與鄧志浩為男高音，王滄津為男中音，潘茂涼為男低音。1978年5月，鄉音四重唱舉辦首次演唱會並出版首張專輯，成名曲〈秋天的野菊花〉造成轟動。1983年鄉音四重唱解散後，鄧志鴻向張菲、胡瓜學習當秀場主持人，轉戰歌廳擔任主持。1992年，鄧志鴻開始投身政治戲仿節目，台灣電視公司綜藝節目《歡樂急轉彎》的短劇單元〈記者會〉是他的起點。1994年中華民國省市長暨省市議員選舉，鄧志鴻為民主進步黨台北市市長候選人陳水扁助講，成為台灣政治史上第一位為民進黨候選人助講的藝人。
1990年代末，鄧志鴻借用郭沫若的一則順口溜，諷刺當時黃輝珍在中國國民黨內憑著取悅黨主席李登輝而獲得權位：「我是黨的看門狗，蹲在黨的大門口，叫我咬誰就咬誰，多大口就多大口！」2000年中華民國總統選舉，中國國民黨敗選，李登輝被開除黨籍，黃輝珍在黨內隨之失勢，鄧志鴻這句順口溜改為：「我是黨的流浪狗，躺在黨的大門口，誰要咬我就咬我，多大口就多大口！」
2000年，鄧志鴻從他小時候看的美國電視節目《艾德·蘇利文秀》（The Ed Sullivan Show）得到啟發，決心放下台灣的演藝事業，前往海外學習腹語表演，為臺灣首位腹語表演藝術家。 鄧志鴻一開始聽人說「學腹語得到法國」而學法語，又轉而向日語老師杉山由紀學日語並獲贈NHK腹語節目錄影帶。 2000年至2001年，鄧志鴻連續2年直奔每年在拉斯維加斯舉行的「賭城腹語節（The Vegas Ventriloquist Festival）」，想拜國際腹語師協會會長Valentine Vox為師未成，但引起加拿大腹語師Dennis的注意，才有機會學腹語。
2004年大年初一，鄧志鴻在北京電視台與東方衛視合作的春節特別節目表演腹語，獲得極大迴響，東方衛視又於同年4月8日播出以他為主的15分鐘訪談。
2004年5月，鄧志鴻因氣喘發作，從北京返回台灣治療，休養期間獲賴聲川邀請參演中視情境喜劇《我們兩家都是人》。
2004年8月24日，鄧志鴻表示，「這四年幾乎沒接幾個像樣的工作，也沒啥收入」、「政治模仿我已經享受過高峰期，現在偶爾為之，平添生活樂趣而已」，又表示想先把腹語推廣到中國大陸、再用英語把腹語推廣到全世界。
2005年5月10日，鄧志鴻代表北京北兵馬司劇場弔唁倪敏然時表示，1984年他想拜倪敏然為師，但倪敏然已不再收徒，倪敏然還是帶他跑秀場，「當時讓我小賺了一筆，我非常感謝。他走了，是兩岸三地的損失。」
2006年9月22日，鄧志鴻與鄧志浩公開發表百萬人民倒扁運動歌曲〈紅色海洋〉與〈唐山過台灣〉，鄧志鴻說：「我是第一個挺扁的藝人、也是唯一一個推過扁嫂（吳淑珍）輪椅的藝人，但他（陳水扁）現在做錯事、說錯話了就該下台。」「以前我模仿阿扁，搭計程車10個有5個不收我錢；現在搭車常常被罵，罵我當初為何挺扁，害他們現在開車大半天卻沒賺到錢。」
2006年9月23日，百萬人民倒扁運動在台北市凱達格蘭大道舉辦的靜坐運動中，鄧志鴻與鄧志浩上台表演並高唱〈紅色海洋〉，並指著總統府批評陳水扁：「那個人已經沒有招數了，現在才用國民黨的爛招！」
2006年10月7日，百萬人民倒扁運動在台中市大都會歌劇院預定地舉行晚會，鄧志鴻上台戲仿陳水扁說：「阿珍（吳淑珍）體重看起來是28公斤、秤起來是46公斤，因為首飾珠寶重18公斤！」又拿著李登輝布偶來一段對話，先戲仿陳水扁說：「憲兵叫我『大帥哥』呢！」李登輝布偶則回：「我看是『大歪哥』！」
之後鄧志鴻長期失業，沒有表演機會，隨資深藝人孫越一起到監獄、安養院、教會、醫院做義工。2012年5月，在台北市西門町河岸留言西門店舉辦「腹語政治模仿秀」；同年10月，以演出公共電視文化事業基金會電視劇《小孩大人》入圍第47屆金鐘獎戲劇節目男配角獎。
2013年8月，鄧志鴻在臉書感嘆，台灣綜藝節目深度不夠，「台灣沒有演藝事業，沈玉琳都當大咖了，我們還能怎樣呢？通通去死」；相較以前上電視是大事，現在的藝人卻只要坐著鬼扯。鄧志鴻透露，好幾次上談話節目時，拿著腹語娃娃坐在一旁卻沒機會表演，換他表演時竟然已是最後3分鐘，他邊演、電視上邊上節目結束字幕；多年前，他在中視綜藝節目《綜藝大哥大》表演腹語而認識臺灣藝人康康，康康還會調侃他「根本是神經病，放下模仿的錢不賺，去學腹語，變得很窮」。他說，「寫這些不是為了爭什麼，且早已看淡一切」，「就是管不住嘴，愛講、愛開玩笑」。
2015年6月25日，鄧志鴻與色彩能量師何沛騏登記結婚。2015年8月17日，鄧志鴻說，他年紀漸長，認清工作盡力就好，「我不會再罵沈玉琳了！」2018年7月台南、9月台北，舉辦鄧志鴻演藝生涯40周年紀念秀。

## 作品
綜藝節目固定班底
- 巨登育樂豬哥亮錄影秀系列
- 台視《歡樂急轉彎》
- 華視《百戰百勝》
- 民視《純屬虛構》
- SET電視台《純屬巧合》

電視劇
- 1990年-1991年：華視《愛》飾演 烏仔仙
- 2004年：中視/超視《我們兩家都是人》 飾演 辜獨
- 台視《台灣曼波—金水嬸》
- 2008年：緯來電影台《黑道診所》 飾演 蔣老師
- 2010年：客家電視台《牽紙鷂的手》 飾演 Pro阿公
- 2011年：三立都會台《真愛找麻煩》 飾演 黃源合
- 2012年：公視《小孩大人》 飾演 副局長
- 2012年：客家電視台《黃金稻浪》 飾演 江太源
- 2013年：三立都會台《美味的想念》 飾演 高桑
- 2015年：台視《新世界》 飾演 楊永照
- 2015年：樂視網《PMAM之慾望俱樂部》 飾演 鄧志鴻
- 2015年：台視/三立都會台《他看她的第2眼》 飾演 夏百康
- 2016年：中視《皇恩浩蕩》 飾演 周爺爺
- 2017年：大愛《稻香家味》 飾演 林開連
- 2021年：八大戲劇台/衛視中文台《她們創業的那些鳥事》 飾演 熟客爺爺
- 2026年：民視/公視台語台《阿松與阿暖》 飾演

電影
- 2015年：《念念》 飾演 丘牧師（客串）
- 2015年：《我們全家不太熟》 飾演 中醫師
- 2021年：《瀑布》 飾演 雜貨店老先生（特別演出）
- 2022年：《頭七》 飾演 李天耀
- 2023年：《我的麻吉4個鬼》 飾演 常爺爺

主持
- 中視《香蕉新樂園》（與蔡琴主持）[15]
- 華視《歡樂大聯線》（與白冰冰主持）
- 飛梭綜藝台《歡樂鄧同志》[16]
- 超視《老鄧搞新聞》
- 新眼光電視台《100俱樂部》
- 東南衛視《台灣故事會》

唱片
- 《鄧鴻政治模仿秀》：萬星傳播製作，金點唱片發行
- 《鄧鴻政治模仿秀 Part2》：萬星傳播製作，金點唱片發行
- 《鄧鴻ㄞˋ說笑：笑魁五四三》：麻辣唱片2006年12月發行（唱片編號：GTO-0611H1）

著作
- 1999年，《老鄧變臉》：平安文化出版，ISBN 957803265X

劇場表演
- 台北曲藝團相聲劇《笑熬江湖》串場人[4][17]

## 獎項紀錄
| 年份   | 頒獎典禮      | 獎項           | 影片              | 角色   | 結果 |
| ------ | ------------- | -------------- | ----------------- | ------ | ---- |
| 2015年 | 第4屆華劇大賞 | 最佳實力派演員 | 《他看她的第2眼》 | 夏百康 | 提名 |

## 外部連結
- 腹語大師 鄧志鴻的Facebook專頁
- 鄧鴻壹逗秀 （页面存档备份，存于）
- 鄧志鴻在香港影庫上的簡介
- 鄧志鴻在豆瓣上的资料（简体中文）
- 鄧志鴻在时光网上的簡介（简体中文）